# Durbi Takusheyi

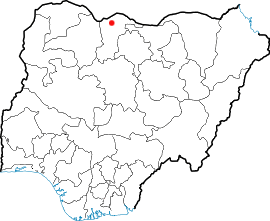
Durbi Takusheyi est situé près de Katsina dans le district de Mani de l'État de Katsina, au nord du Nigeria

Durbi Takusheyi (ou Durbi-ta-kusheyi, signifiant "tombes des grands prêtres") est un lieu de sépulture et un site archéologique majeur situé à environ 32 km à l'est de Katsina dans le nord du Nigeria. Les sépultures des premiers dirigeants de Katsina s'étendent sur une période de 200 ans, du XIIIe siècle au XVIe siècle. Les ensembles d'artefacts récupérés fournissent des indices historiques matériels sur l'émergence de l'identité haoussa et des Cités-États. Le mobilier funéraire comprend une composante locale et indigène en plus d'éléments étrangers qui témoignent de réseaux qui pénètrent loin dans le Proche-Orient islamique. Katsina représente un point focal pour le commerce transsaharien à la fin du Moyen Âge, une phase cruciale de l'histoire locale au cours de laquelle les cités-États haoussa émergent.

## Histoire
Les microlithes découverts en 1965 sur les monticules par RC Soper suggèrent que les environs de Katsina sont peuplés de manière continue depuis l'âge de pierre ultérieur. L'histoire ancienne de l'un des royaumes haoussa, à savoir le royaume de Katsina, est centrée sur plusieurs sites, dont Durbi Takusheyi est le plus remarquable. Il acquiert son statut privilégié quelque temps avant le XVe siècle en raison de la présence de sanctuaires pour les idoles des ancêtres situés chez les baobabs à proximité des tumulus. La tradition locale veut que le clan, qui s'identifie aux Durbawa, vénérait également une divinité solaire et que leur grand prêtre détenait le titre de "Durbi", qui est encore un titre senior dans l'émirat de Katsina. Usman affirme que les villages essentiellement agraires et proto-urbains de la région sont présidés par un chef de ville (ou mai gari ), qui est le représentant supposé d'un lignage supérieur. L'autorité des chefs de ville dans la région de Katsina reposait sur leur contrôle et leur identification avec les cultes des ancêtres centrés sur les tombes de Durbi. Le culte des ancêtres de Durbi Takusheyi et son degré d'hégémonie politique décroissent finalement au profit d'un culte de la nature centré sur le sanctuaire de Yuna, au tamarinier de Bawada, près de Tilla,.
Les tombes de Durbi sont négligées par les occidentaux jusqu'à ce que Palmer lance les premières fouilles en 1907. Le 23 avril 1959, le Département des antiquités nigérianes (plus tard NCMM) déclare le site monument du patrimoine national. En 1959, il est décidé d'inclure trois grands et deux petits tumulus, en plus du vieux baobab connu sous le nom de Kuka Katsi et du site de l'ancien arbre connu sous le nom de Kuka Kumayo. Il y a cependant huit ou neuf tumulus, chacun avec apparemment une inhumation centrale et individuelle, couvrant environ 200 ans. Ils sont situés dans un paysage plat à vallonné, caractérisé par des collines granitiques et des terrasses sablonneuses.

## Objets funéraires
Les objets excavés comprennent de la poterie, des meules, des têtes de lance en fer, des restes de faune, des barres en laiton, des bols, des perles de cornaline et des boucles d'oreilles en or. Les objets funéraires sont fabriqués à partir de matériaux inorganiques (métal, verre et pierre) et organiques (tissu, bois et peaux ou fourrures). Un bol d'origine proche-orientale dans le tumulus 7, daté de la fin du XVe siècle au début du XVIe siècle, témoigne d'une influence internationale et islamique accrue à cette époque. Parmi les ornements corporels décoratifs figuraient une ceinture perlée dans le tumulus 7, une casquette ou un couvre-chef recouvert de cauris et un bracelet ou garde de jambe à pointes doublé de fourrure dans le tumulus 4, et une ceinture décorée de cauris dans le tumulus 5. Les objets en métaux non ferreux sont en cuivre, en alliages à base de cuivre ou en argent. Ils vont des bracelets et / ou des bracelets de cheville de diverses formes et techniques de fabrication et protège-jambes, aux bols, seaux, lingots et parures telles que perles, épingles et fourchettes. Leurs types de fabrication et de métal suggèrent des objets importés finis et non finis importés ainsi que des objets fabriqués localement et/ou modifiés localement. Des analyses chimiques et isotopiques du plomb révèlent des métaux provenant de multiples sources, de l'Afrique à l'Iran.

## Fouilles

### Fouilles Palmer de 1907
Les monticules sont partiellement fouillés en 1907 par Herbert Richmond Palmer en coopération avec l'émir de Katsina, Muhammadu Dikko. Le plus grand monticule et finalement deux autres sont fouillés lorsqu'aucune information claire sur leur histoire n'a pu être obtenue. Ils trouvent des produits céramiques et métalliques, mais tous les éléments de cette première fouille semblent avoir été perdus avec seulement des informations minimales conservées.

### Fouilles Lange de 1991-1992
La deuxième fouille est dirigée par Dierk Lange de Bayreuth et financée par la Fondation allemande pour la recherche (DFG). Trois monticules supplémentaires sont découverts, numérotés 4, 5 et 7, qui sont fouillés en 1991 et 1992. Chaque monticule contenait une inhumation en son centre. Les objets funéraires associés sont fabriqués à partir de matériaux inorganiques tels que le métal, le verre, la pierre et les cauris, en plus de matériaux organiques tels que le tissu, le bois et les peaux. Bien que certains artefacts soient d'origine locale, d'autres provenaient de lieux islamiques éloignés. Les tests au radiocarbone datent un groupe d'artefacts au début du XIVe siècle, tandis que la typologie et l'histoire de l'art placent un autre ensemble d'artefacts entre la fin du 15ème et le début du XVIe siècle. Les objets récupérés sont d'abord stockés à Katsina, puis transférés au musée Gidan Makama à Kano, et finalement déposés au musée Jos pour des analyses plus approfondies. En 2007, il est expédié au Musée central romano-germanique de Mayence pour une conservation générale,.

### Fouilles Breunig de 2005-2007
En 2005, des archéologues allemands dirigés par le Prof. Peter Breunig commence les fouilles de plusieurs sites liés à la culture Nok. Ils obtiennent l'approbation de la commission des musées nigérians (NCMM) pour restaurer et analyser complètement les artefacts de Durbi Takusheyi. En 2007, les chercheurs auraient exporté des "tonnes de matériaux" extraits de Durbi Takusheyi pour restauration et conservation au Musée central romano-germanique de Mayence. En 2011, le musée ouvre la première exposition des matériaux, ainsi que des artefacts de la culture Nok, et tous les objets devaient être rendus au Nigéria en 2012.

## Retour des artefacts
Les arrangements pour le retour des artefacts exportés depuis les années 1990 sont conclus en 2014. La collection est arrivée à Abuja plus tard cette année-là, d'où elle est transportée au Musée national de Katsina. Il est exposé pour la première fois à Katsina lors de la célébration de la Journée internationale des musées en 2015.

## Tradition

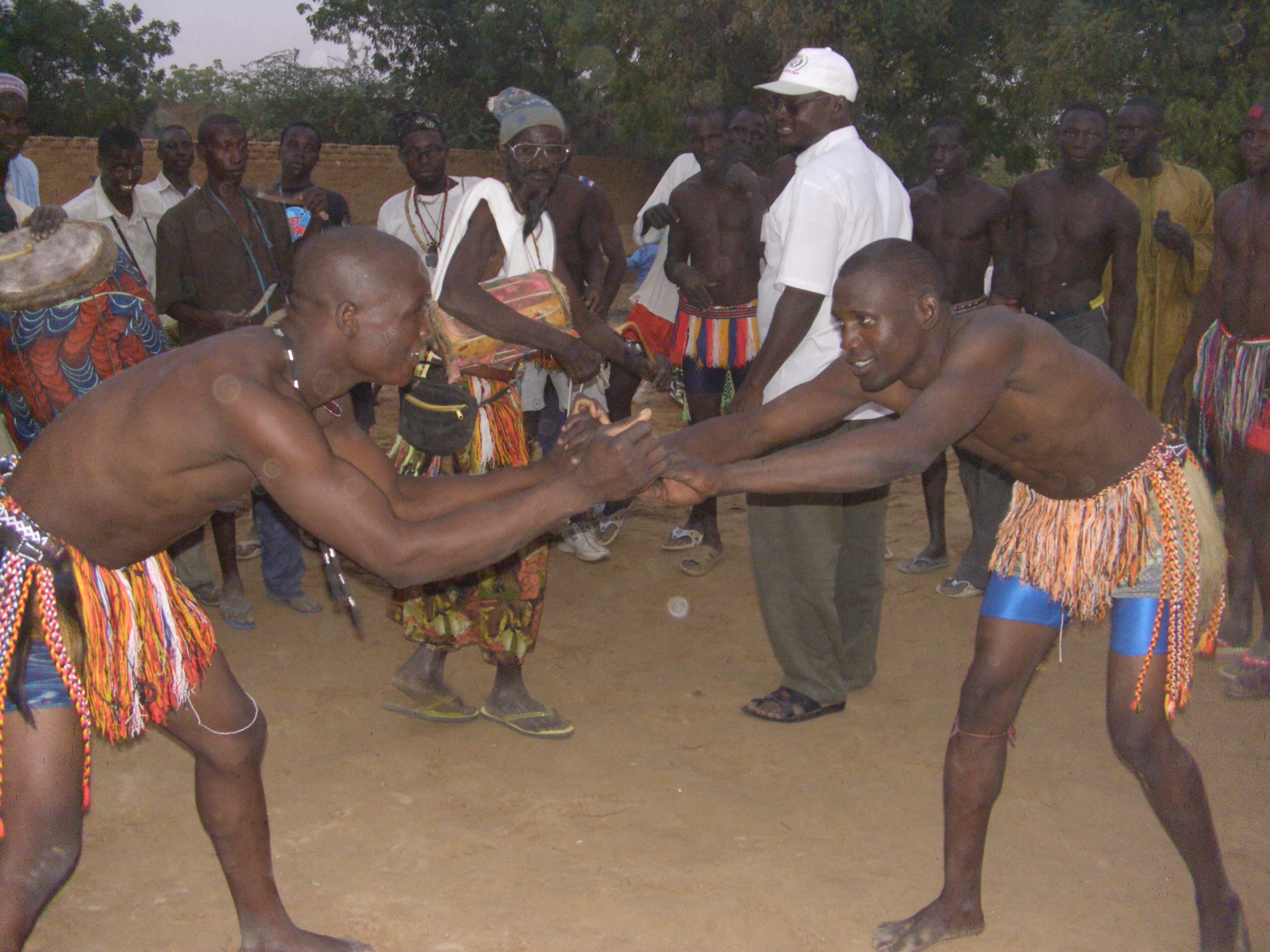
La tradition veut que le dernier des dirigeants de Durbi Takusheyi ait été renversé lors d'un match de lutte habituel

Divers mythes sont associés au site et à ses dirigeants. On pense traditionnellement que cinq rois du clan royal Durbawa de la famille clanique Aznā auraient régné avant que le clan royal Korau de la famille clanique Hausā n'arrive au pouvoir. L'essentiel des légendes soutient qu'un homme haoussa, Kumayo (ou Kumayun), à qui l'un des sanctuaires de baobab fut plus tard dédié, fonda le royaume de Katsina au XIIIe siècle. Il a sa capitale à Durbi Takusheyi, et son peuple Katsina s'est marié avec les peuples Durbawa, Tazarawa, Nafatawa et Jinjino-Bakawa. Plus tard, Sanau, petit-fils de Bayajidda, devint roi des Durbawa dans la dynastie de Kumayo. Korau (qui vit peut-être vers 1260) est un étranger de Yandoto, un malam (c'est-à-dire un enseignant, un savant ou un détenteur du titre) qui n'est pas de sang royal. Tout en se liant d'amitié avec Sanau, il complote contre lui en assistant à un festin en tant qu'invité. Il attire Sanau dans un match de lutte (ou un duel de lutte, un mode de succession)  au tamarinier Bawada. Ici, Korau tue Sanau avec une épée courte après que Sanau ait été jeté au sol. De cette façon Korau est devenu le premier roi de la nouvelle dynastie à Katsina, et l'épée doit encore être vue dans les insignes de la ville.